# Aline Nistad
Aline Nistad (Oslo, 24 de agosto de 1954 – 23 de septiembre de 2017) fue una trombonista y profesora de música noruega. Como trombonista mujer, es considerada una de las pioneras en ese campo.
Aunque nació en Oslo, creció en Aurskog-Høland. Nistad recibió clases de piano en su casa por parte de su madre pero el trombón se convirtió en su instrumento elegido en el colegio. Estudió en la Academia Noruega de Música y en el Guildhall School of Music and Drama de Londres. En 1979, se unió a la Orquesta Filarmónica de Oslo, donde se convirtió en el primer trombón. De 1986 a 1989, Nistad se desempeñó como presidente de la orquesta. Fue miembro de la Oslo Sinfonietta, un pequeño grupo de música clásica contemporánea. Nistad se retiró de la Orquesta Filarmónica de Oslo en agosto de 2016. Dio claes de trombón y música de cámara en la Academia de Música de Noruega. Nistad también impartió clases magistrales y fue instructor invitado en Noruega e internacionalmente, particularmente en el Reino Unido.